# Heliconius taracuanus
Heliconius taracuanus är en fjärilsart som beskrevs av Felix Bryk 1953. Heliconius taracuanus ingår i släktet Heliconius och familjen praktfjärilar. Inga underarter finns listade i Catalogue of Life.